# Xác ướp Trachodon

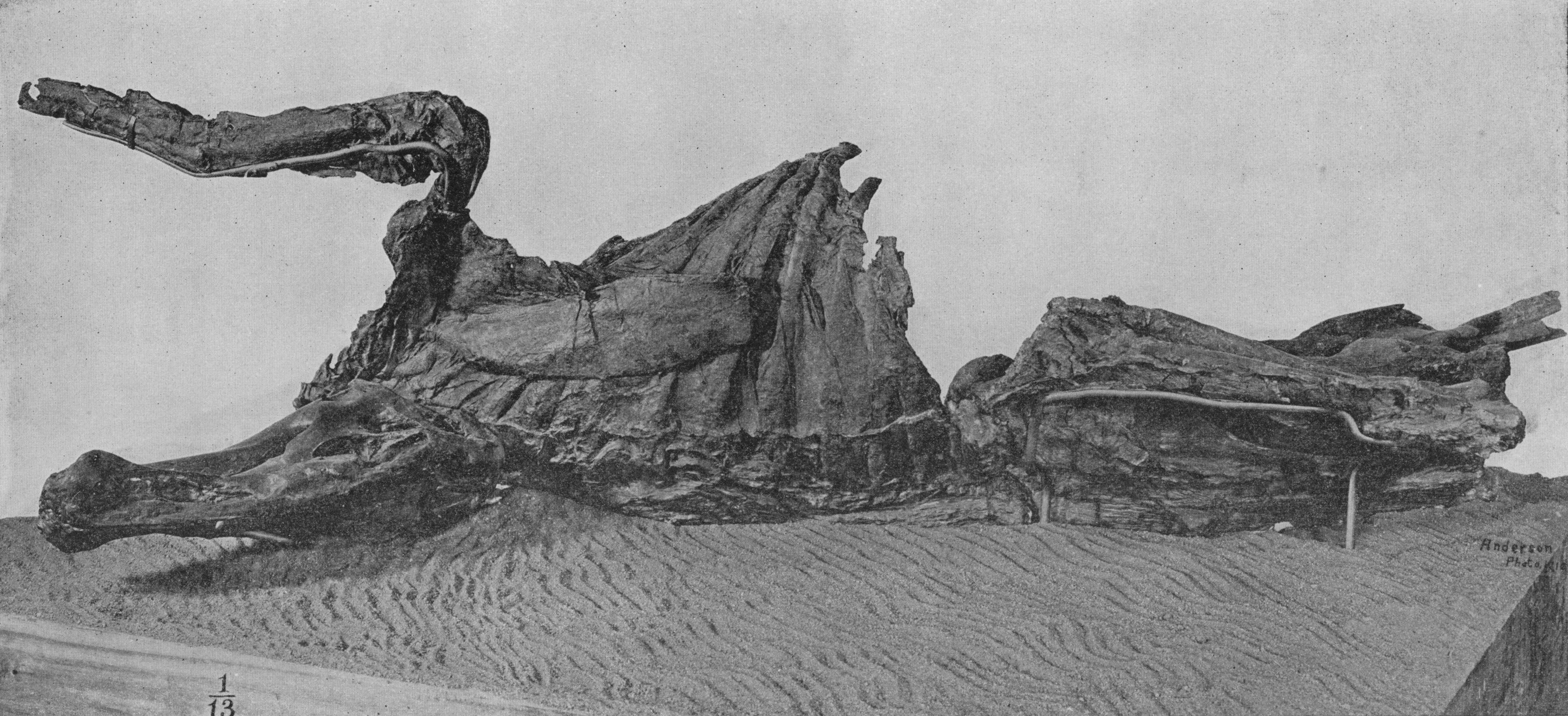
Xác ướp Trachodon

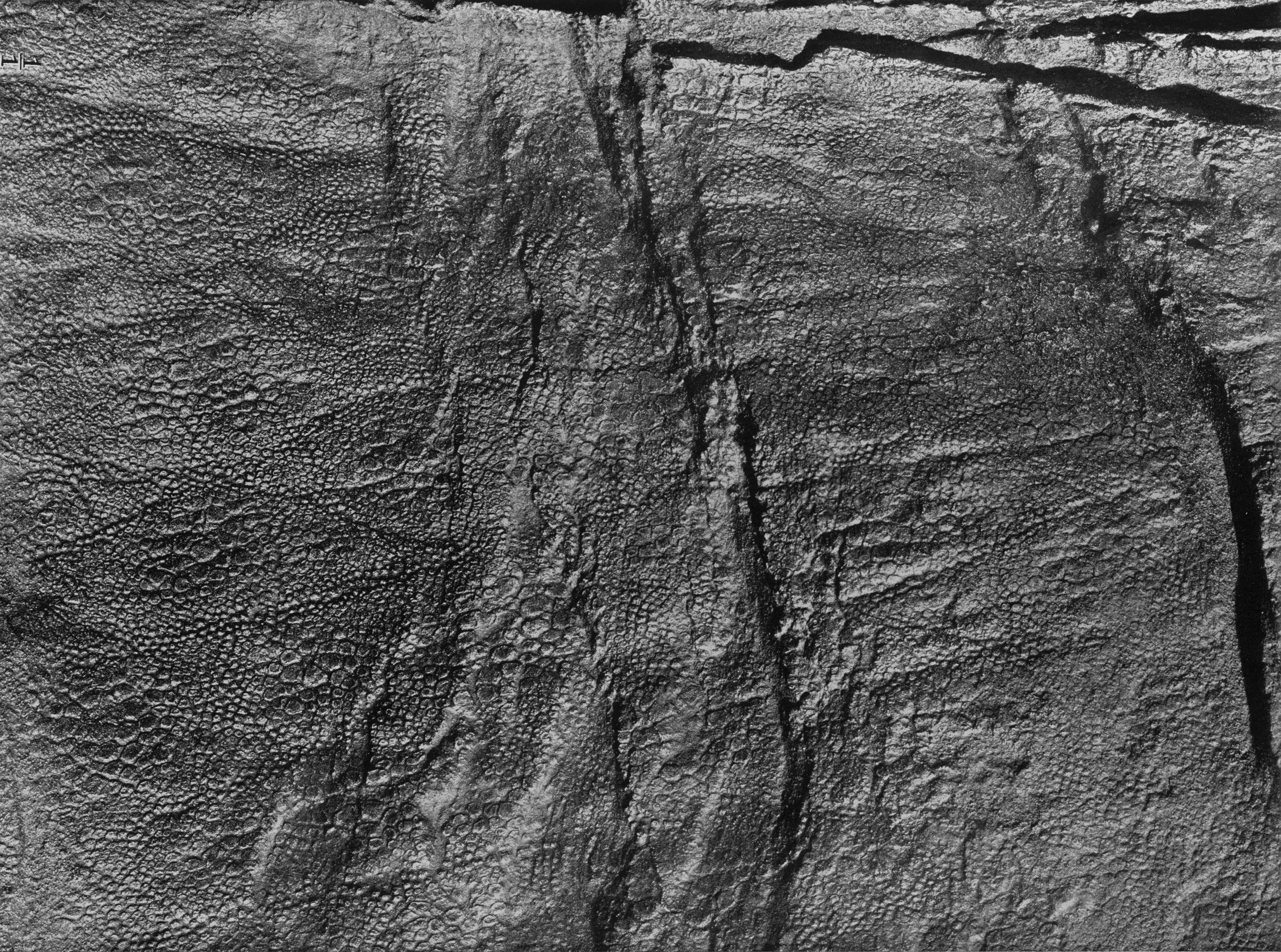
Lằn da của Edmontosaurus

Trachodon  (tên gọi là xác ướp Edmontosaurus AMNH 5060) là một xác ướp tại Bảo tàng Lịch sử Tự nhiên Hoa Kỳ được bảo quản đặc biệt hóa thạch tự nhiên của khủng long mỏ vịt Edomontosaurus, được tìm thấy bởi thợ săn Charles Hazelius. và ba đứa con trai ở thành hệ Lance gần Lusk, Wyoming, Hoa Kỳ trong năm 1908.
Đây là mẫu vật khủng long đầu tiên được tìm thấy bao gồm một bộ xương được bọc trong các ấn tượng da từ các bộ phận lớn của cơ thể. Nó được gán cho loài Edmontosaurus annectens (ban đầu được gọi là Trachodon annectens), một khủng long mỏ vịt. Mặc dù Sternberg đang làm việc theo hợp đồng với Bảo tàng Lịch sử Tự nhiên Anh (AMNH), Henry Fairfield Osborn của AMNH đã cố gắng bảo vệ xác ướp. Osborn đã mô tả chi tiết hóa thạch vào năm 1912, đặt tên "xác ướp khủng long" cho nó. Một số xác ướp khủng long có đặc điểm bảo tồn tương tự đã được phát hiện kể từ đó. Mẫu vật này đã ảnh hưởng đáng kể đến quan niệm khoa học về hadrosaurids. Những ấn tượng về da được tìm thấy ở giữa các ngón tay đã từng được hiểu là mạng lưới kỹ thuật số, củng cố nhận thức hiện đã bị từ chối của hadrosaurids là động vật thủy sinh, một giả thuyết vẫn chưa được giải thích cho đến năm 1964. Ngày nay, xác ướp được coi là một trong những hóa thạch quan trọng nhất của AMNH.
Xác ướp được phát hiện nằm ngửa, cổ vặn ngược và chân trước vươn ra. Bộ xương hoàn thành lưu đuôi, chân sau và phần sau của xương chậu. Tất cả các xương được bảo tồn không bị bong tróc và vẫn kết nối với nhau. Gần hai phần ba da được bảo tồn. Tinh tế cho kích thước của động vật, da bao gồm hai loại vảy không chồng chéo khác nhau có đường kính trong khoảng 1 và 5 milimét (0,039 và 0,197 inch). Trái ngược với các xác ướp khủng long tương tự khác, da của AMNH 5060 được gắn chặt vào xương và một phần được kéo vào bên trong cơ thể, cho thấy thân thịt đã khô trước khi bị chôn vùi. Do đó, mẫu vật sẽ tạo thành hóa thạch của xác ướp tự nhiên. Sau khi mất nước, xác ướp bị nhanh chóng bị chôn vùi bởi một dòng sông uốn khúc, với vi khuẩn củng cố các trầm tích xung quanh, dẫn đến sự bảo quản tuyệt vời của nó.
AMNH 5060 được coi là một trong những hóa thạch khủng long được bảo tồn tốt nhất từng được phát hiện. Giá trị khoa học của xác ướp nằm ở mức độ bảo quản đặc biệt cao, khớp xương ở vị trí giải phẫu ban đầu của chúng và các ấn tượng trên da bao phủ mẫu vật.